# 三招了
《三招了》（英語：Within Three Strikes，又名：小白龙义腿三招了）是1969年上映的一部香港電影，由杨权执导，石坚等領銜主演。该电影主要讲述侠客小白龙与盗贼的故事。

## 劇情簡介
一天，侠客小白龙击杀了谋害神医的恶霸万光华，其后万光华的师弟万冲决定劫财。不过最后，万冲被小白龙等人击败……

## 演员
- 石堅
- 曾江
- 張照
- 馮寶寶
- 司马华龙
- 玫瑰女
- 郝履仁
- 金天柱
- 张石庵
- 劉家榮
- 西瓜刨
- 馮敬文
- 任世官

## 備註
1. ↑  邱淑婷. . 2012年.
2. ↑  廖金鳳. . 2003年.
3. ↑  . 1997年.
4. ↑  . 1997年.

## 相關連結
- 互联网电影数据库（IMDb）上《三招了》的资料（英文）
- 豆瓣电影上《三招了》的資料 （简体中文）
- 香港影庫上《三招了》的資料（繁體中文）